# موتور درمحمد گمشادزهی
موتور درمحمد گمشادزهی روستایی در دهستان تهلاب بخش ریگ ملک شهرستان میرجاوه استان سیستان و بلوچستان ایران است.

## جمعیت
بر پایه سرشماری عمومی نفوس و مسکن در سال ۱۳۹۵ جمعیت این مکان ۱۵۶ نفر (۵۴خانوار) بوده‌است.